# Hattie Morahan

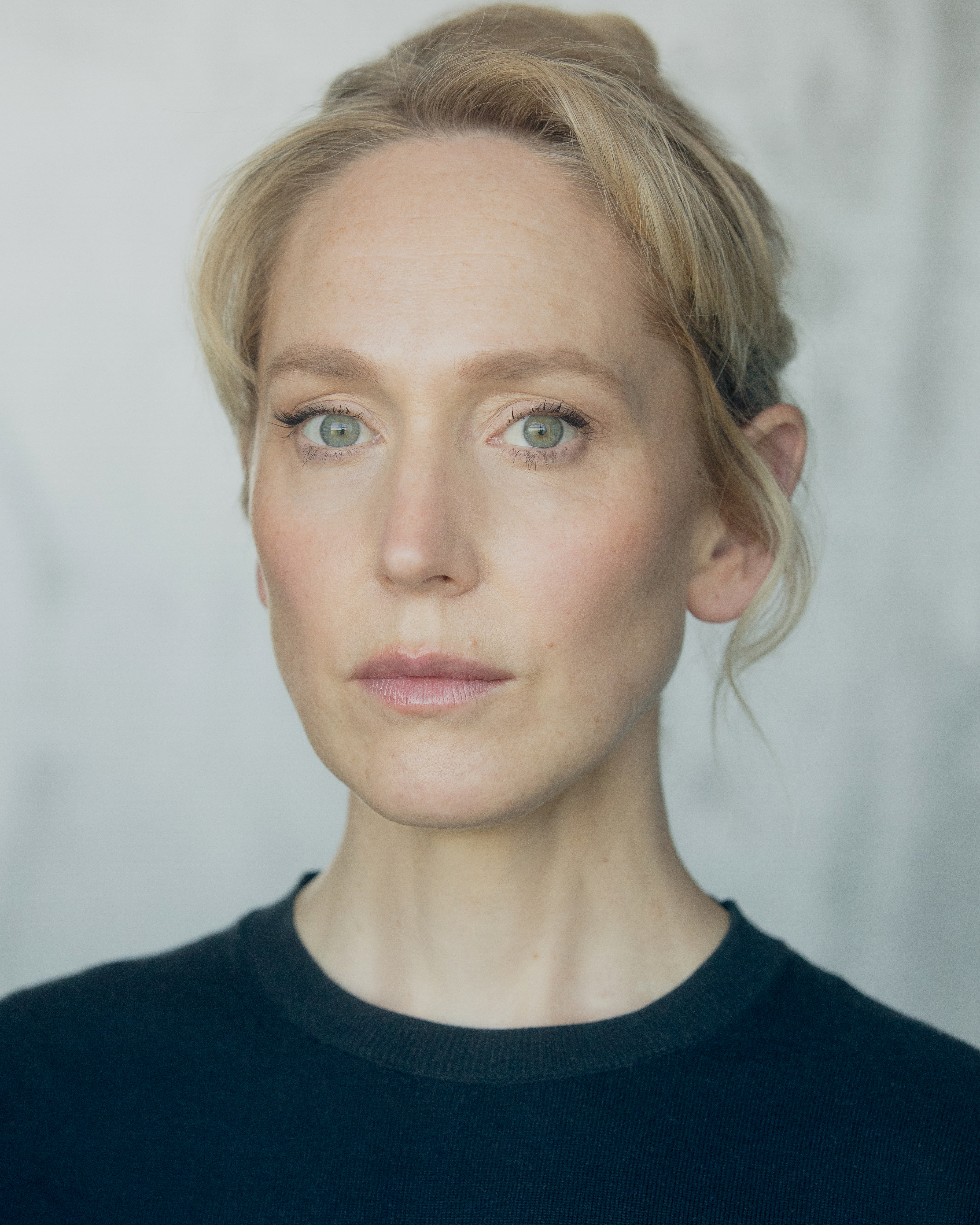

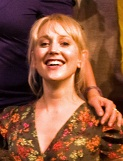
Hattie Morahan (2010)

Harriet Jane Morahan (* 7. März 1978 in London) ist eine englische Schauspielerin.

## Privatleben
Die Schauspielerin ist die jüngste Tochter des Produzenten Christopher Morahan und der Schauspielerin Anna Carteret. Sie besuchte die Schulen Frensham Heights School und New Hall und studierte danach in Cambridge. Während ihres Studiums leitete sie Studentenaufführungen und spielte auch selbst mit. Eine ihrer Rollen war in dem Drama Blick von der Brücke von Arthur Miller als Catherine, für die sie auch 1999 einen Preis beim National Student Drama Festival gewann.
Sie ist mit dem Schauspieler und Produzenten Blake Ritson verlobt, mit dem sie zusammen an einem seiner drei Kurzfilme gearbeitet hat. Das Paar hat eine Tochter und einen Sohn.

## Karriere
Ihr Debüt feierte sie im Alter von 17 Jahren, als sie die Hauptrolle der Una Gwithian in der zweiteiligen BBC-Verfilmung von The Peacock Spring (1996) spielte. 2001 wurde Morahan Mitglied der Royal Shakespeare Company, wo sie dann ihr Theaterdebüt in Stratford-upon-Avon feierte, in den Stücken Love in a Wood und ihr Debüt in London am Barbican Theatre im Dezember 2001 in Hamlet.
Am Tricycle Theatre spielte sie im März 2004 die Ruby in Singer von Peter Flannery. Im gleichen Jahr arbeitete sie zum ersten Mal mit Katie Mitchell im National Theatre in Euripides’ Iphigenie in Aulis zusammen.
Im Juli 2005 trat sie in Nick Dears Power auf. Großen Erfolg hatte sie im West Yorkshire Playhouse im September 2005 in der Rolle der Viola in Ian Browns Produktion von Was ihr wollt von William Shakespeare.
2006 spielte sie die Hauptrolle der Penelope Toop in Philip Kings Lauf doch nicht immer weg. Im selben Jahr spielte sie Nina in Tschechows Die Möwe am Lyttleton Theatre. Mit dieser Rolle gewann sie ihren zweiten Preis, den Ian Charleson Awards 2007.
Außerdem spielte sie 2008 die Elinor Dashwood in der dreiteiligen BBC-Adaption Sinn und Sinnlichkeit nach dem Roman von Jane Austen. Für diese Rolle bekam sie am 13. Juni 2008 bei den vierzehnten Ian Charleson Awards den Preis als Beste Schauspielerin.
Im Juli 2008 spielte sie in Katie Mitchells Adaption von Dostojewskis Roman Der Idiot zusammen mit dem Schauspieler Ben Whishaw am Cottesloe Theatre. Später spielte sie in T. S. Eliots Ein Familientag im Donmar Warehouse. Im April 2009 spielte sie Kay Conway in Rupert Goolds Produktion von John Boynton Priestleys Die Zeit und die Conways.

## Rollen

### Theater
- 2001: Love in a Wood von William Wycherley als Lucy (RSC Swan Theatre, Produzent Tim Supple), Hamlet als Dame (RSC Stratford and Barbican, Produzent Steven Pimlott) und The Prisoner's Dilemma von David Edgar als Emilia (RSC The Other Place and The Pit, Barbican, Produzent Michael Attenborough)
- 2003: Arsen und Spitzenhäubchen von Joseph Kesselring als Elaine (Strand Theatre, Produzent Francis Matthews) und Power von Nick Dear als Louise de la Valliere (Cottesloe Theatre, Produzent Lindsay Posner)
- 2004: Singer von Peter Flannery als Ruby (Oxford Stage Company, Produzent Sean Holmes) und Euripides’ Iphigenie in Aulis als Iphigenie (Lyttelton Theatre, Produzent Katie Mitchell)
- 2005: Was ihr wollt von Shakespeare als Viola (West Yorkshire Playhouse, Produzent Ian Brown)
- 2006: Lauf doch nicht immer weg als Penelope Toop (Produzent Douglas Hodge) und Die Möwe als Nina (Olivier Theatre, Produzent Katie Mitchell)
- 2008: The City von Martin Crimp als Clair (Royal Court Theatre, Produzent Katie Mitchell) und ...some trace of her, basierend auf Dostojewskis Der Idiot als Nastassja (National Theatre Cottesloe, Produzent Katie Mitchell)
- 2008–2009: Ein Familientag von T. S. Eliot als Mary (Donmar Warehouse, Produzent Jeremy Herrin)
- 2009: Die Zeit und die Conways von John Boynton Priestley als Kate Conway (National Theatre Lyttelton, Produzent Rupert Goold)
- 2010: The Real Thing von Tom Stoppard als Annie (Old Vic Theatre London, Produzent Anna Makimin)
- 2011: Plenty (dt. In Hülle und Fülle) von David Hare als Susan Traherne (Crucible Theatre Studio Sheffield, Produzent Thea Sharrock)
- 2012: A Doll's House
- 2012: The Dark Earth and the Night Sky
- 2017: Anatomy of a Suicide
- 2019: Grief Is The Thing With Feathers
- 2019: Orpheus Descending
- 2023: Ghosts

### Film
- 2002: Too Close To The Bone (Kurzfilm)
- 2004: Out of Time (Kurzfilm)
- 2007: Der Goldene Kompass (The Golden Compass)
- 2008: Bank Job
- 2015: Mr. Holmes
- 2016: Alice im Wunderland: Hinter den Spiegeln (Alice Through the Looking Glass)
- 2017: Die Schöne und das Biest (Beauty and the Beast)
- 2019: Official Secrets
- 2020: Enola Holmes
- 2021: Die Täuschung (Operation Mincemeat)
- 2023: Luther: The Fallen Sun
- 2023: Hijack
- 2023: Black Dog

### Fernsehen
- 1996: Wenn der Pfau erwacht (The Peacock Spring, Fernsehfilm)
- 2004: New Tricks – Die Krimispezialisten (New Tricks, Fernsehserie, Folge 1x02)
- 2005: Bodies (Fernsehserie, 7 Folgen)
- 2007: Outnumbered (Gastrolle)
- 2008: Sinn und Sinnlichkeit (Sense & Sensibility, Miniserie, 3 Folgen)
- 2008: Bike Squad (Fernsehfilm)
- 2008: Agatha Christie’s Marple (Fernsehserie, Folge 4x01)
- 2008: Der Preis des Verbrechens (Trial & Retribution: To Kill A King, Fernsehserie, 2 Folgen)
- 2010: Lark Rise to Candleford (Fernsehserie, Folge 3x08)
- 2011: Lewis – Der Oxford Krimi (Lewis, Fernsehserie, Folge 5x01)
- 2012: Eternal law (Fernsehserie, 6 Folgen)
- 2013: Inspector Barnaby (Midsomer Murders, Fernsehserie, Folge 15x06)
- 2014: The Bletchley Circle (Fernsehserie, 4 Folgen)
- 2015: The Outcast (Fernsehserie, 2 Folgen)
- 2015: Ballot Monkeys (Fernsehserie, 5 Folgen)
- 2016: My Mother and Other Strangers (Fernsehserie, 5 Folgen)
- 2019: Die Schläfer (Bez vědomí, Fernsehserie, 6 Folgen)
- 2022: The Undeclared War (Fernsehserie, 5 Folgen)
- 2023: Sex Education (Fernsehserie, Folge 4x07)
- 2023: Hijack (Fernsehserie, 5 Folgen)
- 2024: In ewiger Schuld (Fool Me Once, Fernsehserie, 7 Folgen)

### Radio
- 2006: Trevor’s World of Sport als Carrie (Gastrolle)
- 2010–2011: I, Claudius (BBC Radio 4)
- 2010: The Art of Deception als Jessica Brown (BBC Radio 4)
- 2010/2011: I, Claudius als Agrippina (BBC Radio 4)
- 2012: Miss MacKenzie (BBC Radio 4 Extra)
- 2012: A Month in the Country
- 2013: Welcome to Our Village, Please Invade Carefully (BBC Radio 2)
- 2015–2017: Doctor Who: Doom Coalition
- 2018: Tracks – Chimera (BBC Radio 4)
- 2018–2019: Doctor Who: Ravenous
- 2020–2022: Doctor Who: Stranded
- 2022: Doctor Who: The Eighth Doctor Adventures: What lies inside?
- 2023: Enduring Love (BBC Radio 4)

## Auszeichnungen
- 2012: London Critics’ Circle Theatre Award als beste Darstellerin in „A Doll's House“ (Young Vic Theatre London)